# Adrianichthys poptae
Adrianichthys poptae är en fiskart som först beskrevs av Weber och De Beaufort 1922.  Adrianichthys poptae ingår i släktet Adrianichthys och familjen Adrianichthyidae. IUCN kategoriserar arten globalt som akut hotad. Inga underarter finns listade i Catalogue of Life.